# Morro de Santo Antônio
O Morro de Santo Antônio localiza-se no Centro da cidade do Rio de Janeiro, no Brasil. Tem acesso pelo Largo da Carioca.
A maior parte do morro foi desmontada no século XX. A área do antigo morro abrangia parte da atual Avenida República do Chile, com limites ao longo das ruas do Lavradio, Carioca, Senador Dantas e Evaristo da Veiga. Nele, surgiu uma da primeiras favelas cariocas.
Na década de 1950, a maior parte do morro foi destruída para fornecer material para a construção do Parque Eduardo Gomes, na época destinado às cerimônias do XXXVI Congresso Eucarístico Internacional.
Embora o desmonte do morro tenha acontecido apenas durante a década de 1950, planos para sua demolição já existiam desde, pelo menos, o início do século XX. Em função disso, quando da demolição do Morro do Castelo, na década de 1920, o Observatório Astronômico da Escola Politécnica, erguido sobre o Morro de Santo Antônio, teve seus instrumentos científicos transferidos para o Morro da Conceição, onde foi erguido, entre 1924 e 1926, o Observatório do Valongo.
Após o desmonte, ficou preservada a área onde se ergue o Convento de Santo Antônio e a vizinha Igreja da Ordem Terceira de São Francisco, ambas excepcionais obras da arte colonial carioca.